# Look at the Fool
Look at the Fool è un album di Tim Buckley, pubblicato dalla DiscReet nel novembre del 1974. È l'ultima uscita discografica precedente alla morte dell'artista nel 1975. La produzione postuma è composta da raccolte (con qualche brano inedito) o pubblicazioni di concerti tenuti da Buckley nel corso della sua breve carriera musicale.
L'album fu registrato al Wally Heider Sound Studios ed al Record Plant.

## Tracce
Testi e musiche di Tim Buckley, eccetto dove indicato diversamente.
Lato A
1. Look at the Fool – 5:10
2. Bring It on Up – 3:26
3. Helpless – 3:18
4. Freeway Blues – 3:10 (Tim Buckley, Larry Beckett)
5. Tijuana Moon – 2:38 (Tim Buckley, Larry Beckett)

Durata totale: 17:42
Lato B
1. Ain't It Peculiar – 3:34
2. Who Could Deny You – 4:20
3. Mexicali Voodoo – 2:23
4. Down in the Street – 3:20
5. Wanda Lou – 2:37

Durata totale: 16:14

## Musicisti
Look at the Fool
- Joe Falsia - chitarre
- Mike Melvoin - pianoforte
- Mark Tiernan - pianoforte elettrico
- Jesse Erlich - violoncello
- Chuck Rainey - basso
- Jim Fielder - basso
- Earl Palmer - batteria
- King Errison - congas

Bring It on Up
- Tim Buckley - chitarra a dodici corde
- Joe Falsia - chitarra
- Mike Melvoin - pianoforte
- Mark Tiernan - pianoforte elettrico
- Jesse Erlich - violoncello
- Jim Fielder - basso
- Chuck Rainey - basso
- Earl Palmer - batteria
- King Errison - congas

Helpless
- Tim Buckley - chitarra a dodici corde
- Joe Falsia - chitarre
- Mike Melvoin - pianoforte
- Jim Fielder - basso
- Earl Palmer - batteria
- King Errison - congas

Freeway Blues
- Joe Falsia - chitarre, basso
- David Bluefield - clavinet
- Earl Palmer - batteria

Tijuana Moon
- Joe Falsia - chitarre
- Mike Melvoin - pianoforte, organo
- Jim Hughart - basso
- Earl Palmer - batteria
- Gary Coleman - percussioni

Ain't It Peculiar
- Joe Falsia - chitarre
- Mark Tiernan - pianoforte elettrico
- Chuck Rainey - basso
- Earl Palmer - batteria
- King Errison - congas

Who Could Deny You
- Tim Buckley - chitarr a dodici corde
- Mike Melvoin - pianoforte, sintetizzatore moog, organo
- Jim Hughart - basso
- Earl Palmer - batteria
- Gary Coleman - percussioni

Mexicali Voodoo
- Joe Falsia - chitarre
- Mike Melvoin - pianoforte
- Jim Hughart - basso
- Earl Palmer - batteria
- Gary Coleman - percussioni

Down in the Street
- Joe Falsia - chitarre
- Mike Melvoin - pianoforte, organo
- Jim Hughart - basso
- Earl Palmer - batteria
- Gary Coleman - percussioni

Wanda Lou
- Joe Falsia - chitarre
- Mike Melvoin - pianoforte
- Jim Hughart - basso
- Earl Palmer - batteria

note aggiuntive
- Anthony Terran, William Peterson, Terry Harrington, Richard Nash, Johnny Rotella - sezione strumenti a fiato
- Vanetta Fields, Clydie King, Sherlie Matthews - accompagnamento vocale, cori
- Joe Falsia - arrangiamenti, produttore
- Stan Agol - tecnico del suono, missaggio[1]